# Sangabasis
Sangabasis is een geslacht van libellen (Odonata) uit de familie van de waterjuffers (Coenagrionidae). De wetenschappelijke naam van het geslacht is voor het eerst geldig gepubliceerd door R.J.T. Villanueva in 2012. 

## Soorten
Sangabasis is omvat de volgende vier soorten:
- Sangabasis braulitae (Villanueva, 2005)
- Sangabasis circularis (Lieftinck, 1974)
- Sangabasis dentifer (Needham & Gyger, 1939)
- Sangabasis furcata (Brauer, 1868)